# Servet Çetin
Servet Çetin (Tuzluca, 1981. március 17. –) török labdarúgó, a Galatasaray játékosa. Az azerbajdzsáni származású középhátvéd 191 cm magas és 84 kg súlyú. A rajongók termete és ereje miatt az Ayıboğan becenevet adták neki, aminek a szó szerinti jelentése „medvefojtogató”; barátai „Türkü Babának” szólítják, mert kedvenc zenei műfaja a török népzene.
Professzionális karrierje 1998-ban kezdődött. 2004 és 2005 között a Fenerbahçe S.K. játékosa volt, majd rövid időre a Sivassporhoz szerződött. 2007-ben hároméves szerződést írt alá a Galatasarayjal.

## Külső hivatkozások
- Adatlap a Galatasaray honlapján